# Estadi del mirall

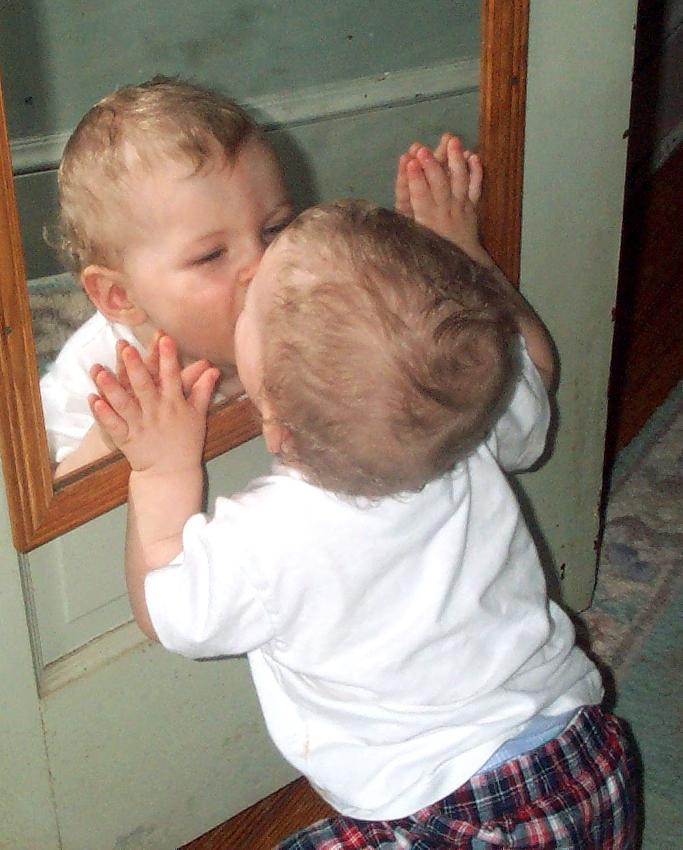
Estadi del mirall.

L'estadi del mirall és un concepte de la teoria psicoanalítica de Jacques Lacan. S'utilitza per a designar la fase del desenvolupament psicològic de l'infant compresa entre els sis i divuit mesos d'edat, en la qual el nen és capaç de percebre per primera vegada la seva imatge corporal completa en un mirall. En aquesta fase, segons la teoria lacaniana, es desenvoluparia el jo com a instància psíquica o ego.
Tot i així, el jo es construiria a partir d'una imatge externa, la qual cosa implica que la identitat ens és donada des de fora. El jo es precipita a partir d'una identificació imaginària.
Fins a aquest moment, el cos és percebut com una sèrie de sensacions fragmentades. En veure la seva imatge en el mirall, el nen adquireix la noció de complitud del seu cos. La imatge que dona lloc a l'adquisició de la noció de complitud pot ser una imatge captada en un mirall o bé la imatge d'un altre nen. La complitud aparent obre la possibilitat d'un nou domini del cos.

## Història del desenvolupament
El concepte de l'etapa del mirall de Lacan es va inspirar fortament en els treballs anteriors del psicòleg Henri Wallon, que va especular basant-se en observacions d'animals i humans que responien als seus reflexos als miralls. Wallon va assenyalar que cap als sis mesos d'edat, els infants humans i els ximpanzés "semblen" reconèixer el seu reflex en un mirall. Mentre que els ximpanzés perden ràpidament l'interès en el descobriment, els nadons humans normalment s'interessen molt i dediquen molt de temps i esforços a explorar les connexions entre els seus cossos i les seves imatges. En un article de 1931, Wallon va argumentar que els miralls ajudaven els nens a desenvolupar un sentit d'auto-identitat. No obstant això, les investigacions posteriors de la prova del mirall indiquen que, tot i que els nens solen estar fascinats pels miralls, en realitat no es reconeixen als miralls fins als 15 mesos com a molt aviat, el crític de formació psicoanalítica Norman N. Holland va declarar que "no hi ha cap prova de la noció de Lacan d'una etapa mirall". De la mateixa manera, el metge Raymond Tallis assenyala que una interpretació literal de l'etapa del mirall lacanià contradiu les observacions empíriques sobre la identitat i la personalitat humanes: "Si la maduració epistemològica i la formació d'una imatge del món depenien de veure's un mateix en un mirall, aleshores la teoria de l'etapa del mirall prediria que els individus cecs congènits no podrien entrar en el llenguatge, la societat o el món en general. No hi ha cap evidència que aquesta conseqüència inversemblant de la teoria es confirmi a la pràctica".
Les idees de Wallon sobre els miralls en el desenvolupament infantil eren clarament no freudianes i poc conegudes fins que Lacan va reviure en forma modificada uns anys més tard. Com escriu Evans, "Lacan va utilitzar aquesta observació com a trampolí per desenvolupar un relat del desenvolupament de la subjectivitat humana que era inherentment, encara que sovint implícitament, de naturalesa comparativa". Lacan va intentar vincular les idees de Wallon amb la psicoanàlisi freudiana, però es va trobar amb indiferència de la comunitat més àmplia de psicoanalistes freudians. Richard Webster explica com el "paper complex, i de vegades impenetrable... sembla haver fet poca o cap impressió duradora als psicoanalistes que el van escoltar per primera vegada. No es va esmentar en el breu relat d'Ernest Jones sobre el congrés i no va rebre cap discussió pública".
A la dècada de 1930, Lacan va assistir als seminaris d'Alexandre Kojève, la filosofia del qual va estar molt influenciada per Hegel. L'estructura diacrònica de la teoria de l'etapa mirall està influenciada per la interpretació de Kojève de la dialèctica mestre-esclau. Lacan va continuar perfeccionant i modificant el concepte d'escenari mirall durant la resta de la seva carrera; veure a continuació.
Dylan Evans argumenta que les primeres versions de Lacan de l'etapa del mirall, tot i que són defectuoses, es poden considerar com un atrevit pioner en el camp de l'etologia (l'estudi de comportament animal) i un precursor tant de la psicologia cognitiva com de la psicologia evolutiva. A la dècada de 1930, els zoòlegs estaven cada cop més interessats en l'aleshores nou camp de l'etologia, però no fins als anys 60 la comunitat científica més gran creuria que el comportament dels animals oferia informació sobre el comportament humà.
Tanmateix, Evans també assenyala que a la dècada de 1950 el concepte d'etapa del mirall de Lacan s'havia abstret fins al punt que ja no requeria un mirall literal, sinó que podria ser simplement l'observació del nen del comportament observat en els gestos imitatius d'un altre nen o ancià.

## Relat de l'experiència
Es tracta d'una sèrie de conductes més o menys típiques: 
1. El nen veu la seva pròpia imatge.
2. Busca la mirada de qui el sosté, l'observa, i torna a mirar cap a la pròpia imatge.
3. El nen juga amb la seva imatge, mostra curiositat i alegria davant d'aquest reconeixement.

## El lloc de l'altre
Lacan afirma l'anterioritat i la preeminència d'allò simbòlic en la constitució del subjecte. El nen es troba en una constel·lació de circumstàncies en què haurà de trobar-hi un lloc, "subjectivar", fer seva la seva història per tal de poder ubicar-s'hi, fet que li donarà una existència simbòlica més enllà de la seva vida biològica.
Aquest lloc on el subjecte es veu posicionat és la primera presentació del que Lacan denomina "el lloc de l'altre". L'Altre simbòlic, amb majúscula, per tal de diferenciar-lo de l'àlter ego. Aquest lloc té com a funció central identificar el subjecte (identificació primària). Aquesta identificació serà l'antecedent necessari d'altres identificacions que li permetin situar-se en allò simbòlic com a mortal i sexuat (identificacions de l'ideal del jo, identificacions imaginàries).
Un dels efectes de la identificació serà la constitució del jo. Quan un subjecte parla d'ell mateix veiem una gran multitud d'imatges que defineix com el seu "ésser". Aquest conglomerat d'imatges és, en part, el que en psicoanàlisi es denomina "jo". És a dir, les representacions que el subjecte es fa sobre l'ésser que és ell.
És necessari, doncs, plantejar la gènesi del jo. El primer moment d'aquest procés de constitució del jo és l'estadi del mirall.